# إمبراطورية بنين
إمبراطورية بنين Benin Empire أو إمبراطورية إدو Edo Empire (بين 1440-1897) كانت دولة أفريقية كبيرة قبل الاستعمار في نيجريا الحالية. ولا يجب الخلط بينها وبين الدولة الحالية المسماة بنين (والتي كان اسمها سابقاً داهومي).
بنين، مملكة. مملكة بنين دولة قامت في غرب أفريقيا، وازدهرت ما بين منتصف القرن الخامس عشر ومنتصف القرن السابع عشر الميلاديين. وكانت أكبر وأقوى دولة في منطقة الغابات التي أصبحت الآن نيجيريا. وسيطرت بنين على العديد من الولايات على ساحل خليج غينيا بدءًا من لاگوس في الغرب وحتى بوني في الشرق. وتسمى أكبر مجموعة من السكان في بنين إدو ويشار إليهم أيضًا باسم بيني.
أصبحت بنين غنية نظرًا لوقوعها على طرق التجارة بين الغابات والسهول الشمالية. وكانت بنين في البداية تقايض المنتجات القطنية بالنحاس والتمور والتين والعاج والملح. وبعد وصول البرتغاليين عام 1486 بدأت بنين في شراء الأسلحة والبضائع الأوروبية الأخرى. وكان ميناء جواتو يعد مركزًا لتصدير الرقيق من غرب أفريقيا لصالح التجار الأوروبيين والأمريكيين. أدت الحروب مع الدول الأخرى المصدرة للرقيق والثورات التي نشبت في الولايات التي كانت خاضعة لبنين إلى تدهور المملكة. غزا البريطانيون بنين عام 1897م.
اكتسبت التماثيل المصنوعة في بنين في الفترة من القرن الخامس عشر وحتى القرن السابع عشر الميلاديين شهرة في جميع أنحاء العالم، والكثير منها مصنوع من النحاس والبرونز والعاج لتمجيد ملك بنين.

## الأصل

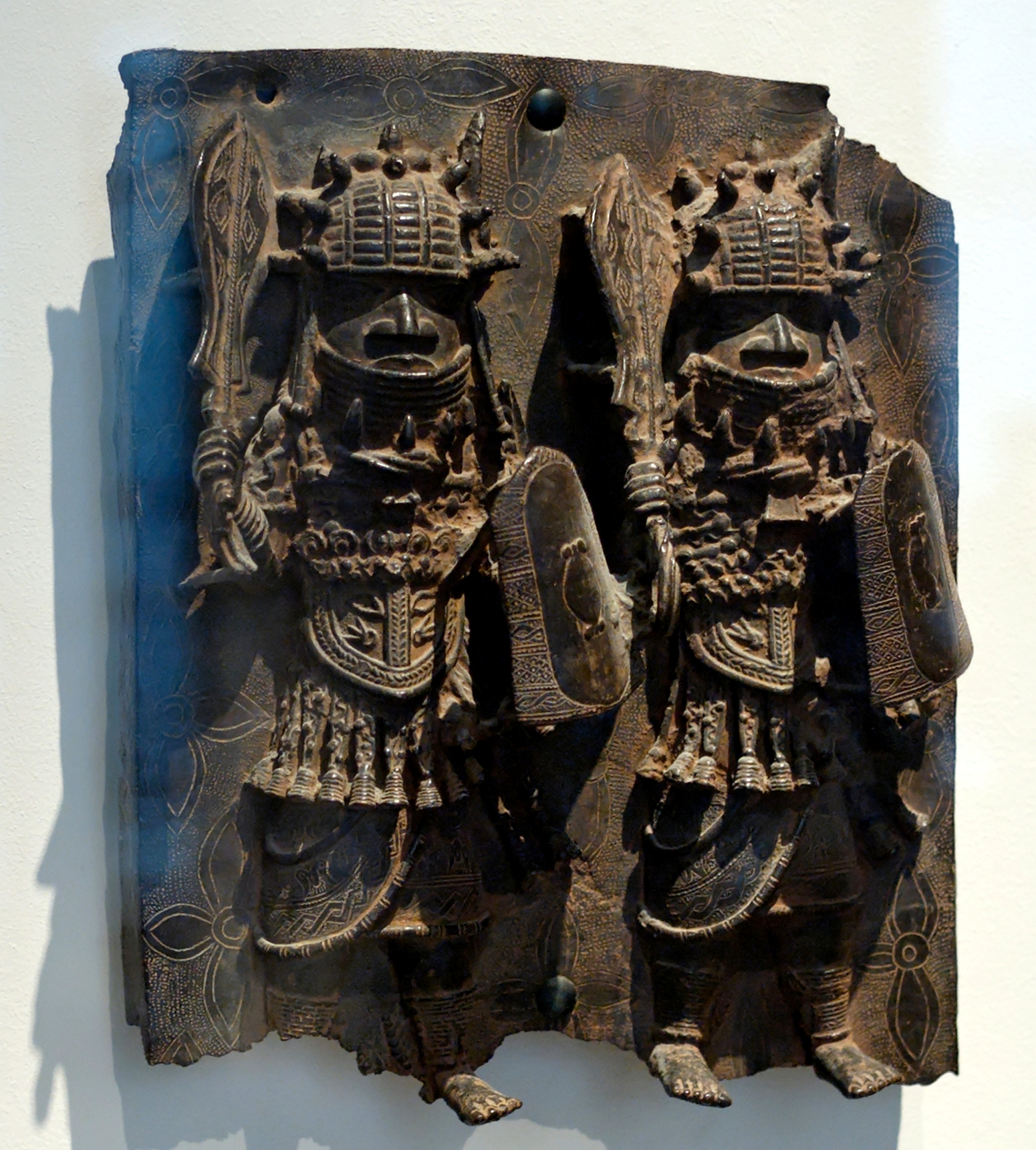
لافتة برونزية لمقاتلي بنين مع سيوفهم المراسمية. القرون 16-18، نيجريا.

## العصر الذهبي

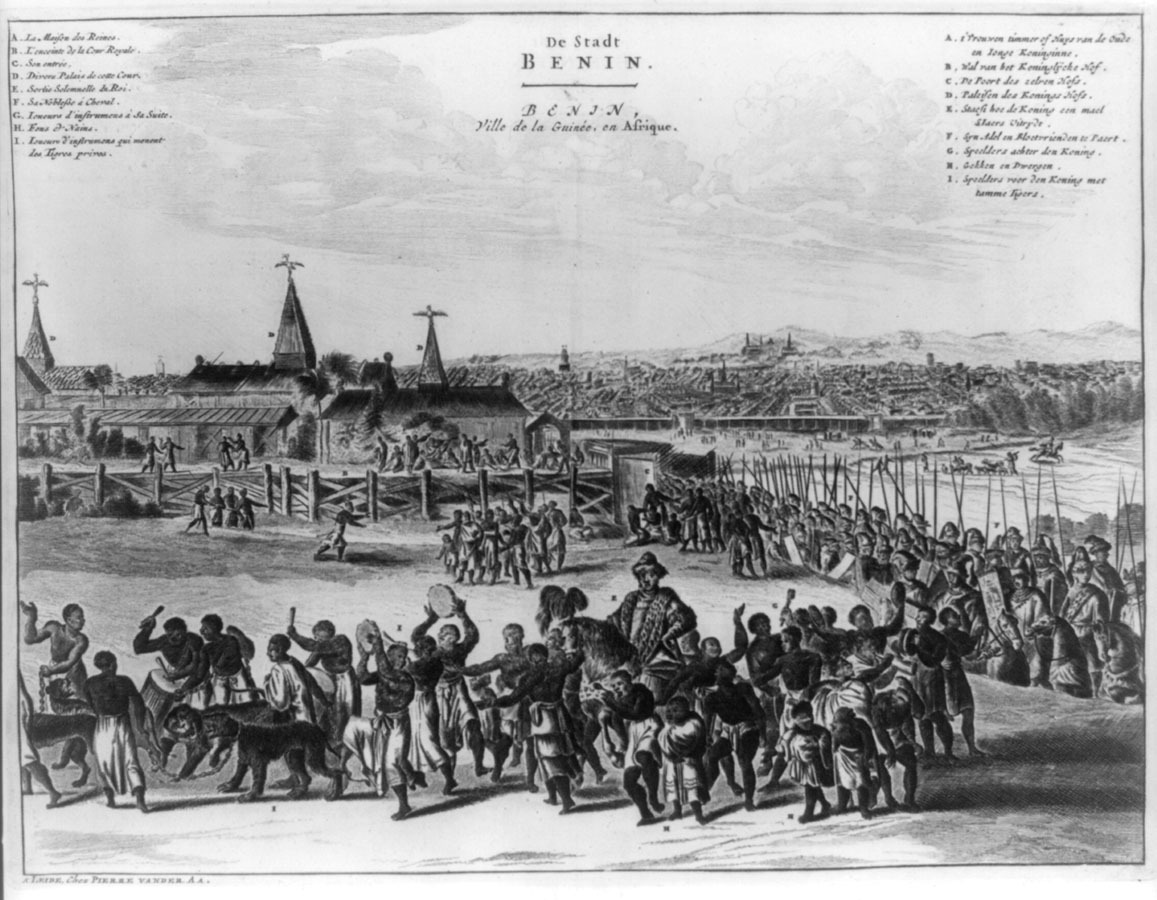
مدينة بنين في القرن السابع عشر.

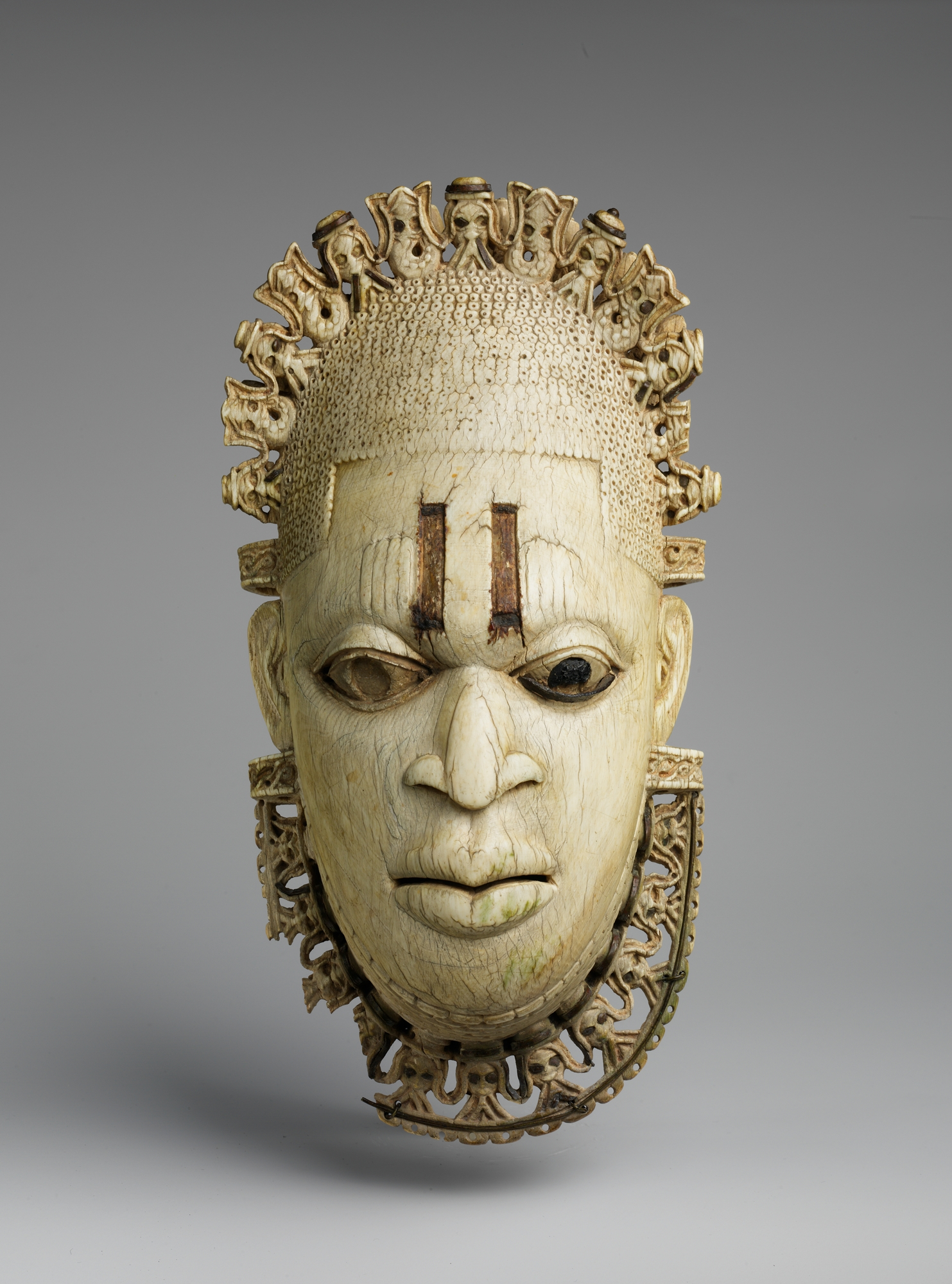
Pendant ivory mask, court of Benin, 16th century (متحف متروپوليتان للفن)